# Stenhomalus bicolor
Stenhomalus bicolor là một loài bọ cánh cứng trong họ Cerambycidae.